# 安田城 (越後国蒲原郡)

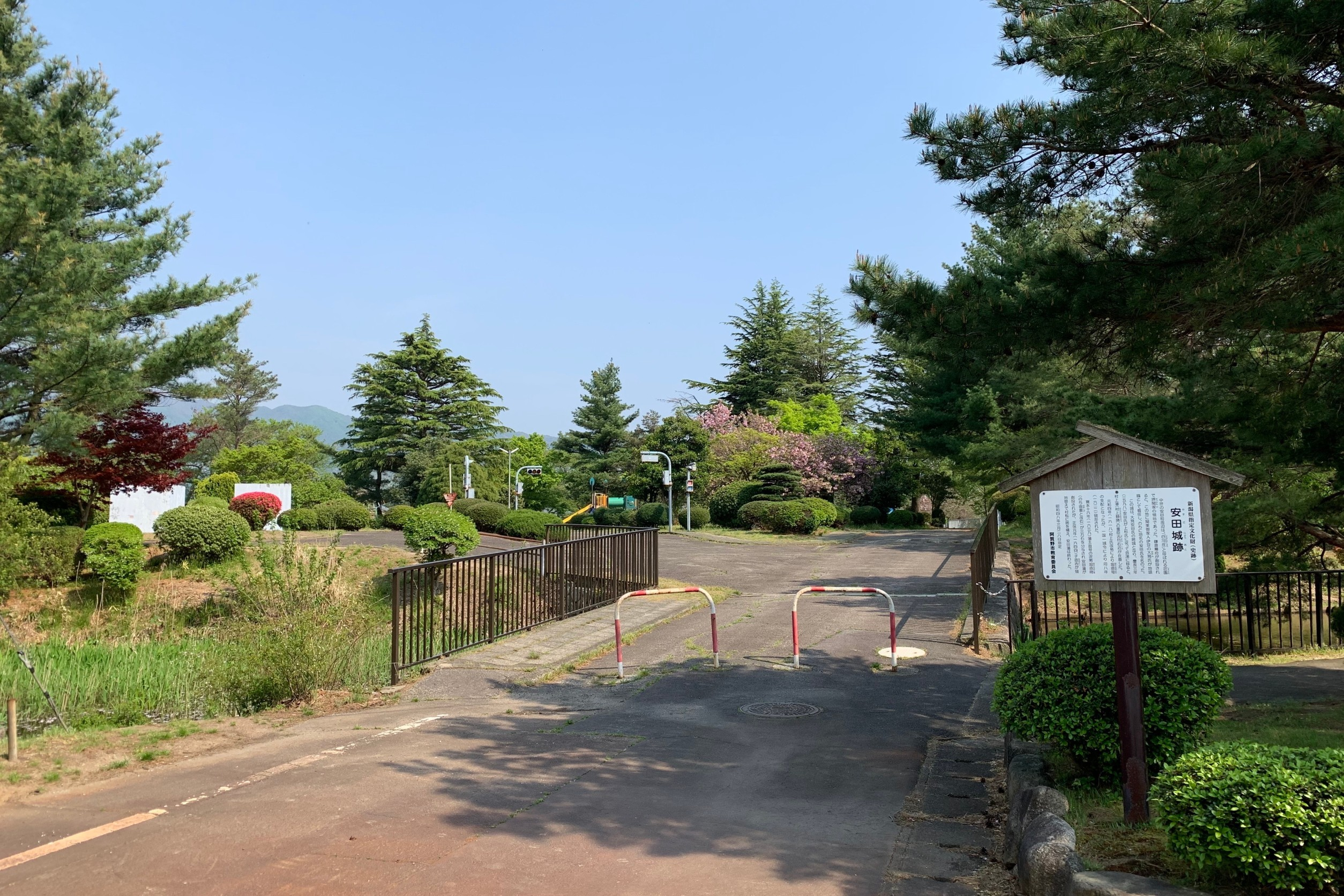
主郭跡に整備された交通公園（2020年5月）

安田城（やすだじょう）は、越後国蒲原郡（現在の新潟県阿賀野市）にあった日本の城。
白河庄（現在の新潟市北区の一部を含む阿賀野市周辺）の地頭に任ぜられた伊豆の大見氏が、鎌倉時代の初頭に入封し築城されたと言われている。また、築城された頃は周囲の沼地を天然の堀とした主郭のみの館であったが、他の鎌倉期から存在する城と同様に戦国期に外郭や堀を増設し、本格的な城郭となったと考えられている。
越後大見氏は地名の安田を名乗り、その分家は分地先の水原を名乗っている。安田氏は戦国時代には、揚北衆と呼ばれる北越後の国人衆として上杉謙信を始めとする上杉家の家臣として活躍。城主安田長秀は謙信より血染めの感状をうけており、この書状は現存している。
慶長3年（1598年）に上杉氏が会津に移封となると、その後に本庄城に入った村上頼勝の配下である吉武右近が入城。さらに村上氏の改易により元和4年（1618年）に堀直寄が村上城（本庄城から改名）に入り、次男である堀直時の番城となる。1644年（正保元年）に直時の子、堀直吉は幕府の許可を得て安田城を廃城し、村松城へ移った。
現在は主郭部分が児童公園（交通公園）となっており、また周囲には体育館などの公共施設が整備されて外郭部分などの一部は破損しているものの、主郭周辺を中心に内堀や土塁などが比較的良好な状態で現存している。